# Andrea Schmidt (Richterin)
Andrea Schmidt (geboren 23. Januar 1959 in München) ist eine deutsche Juristin. Sie war Präsidentin des Landgerichts München I und von 2005 bis 2009 Richterin am Bayerischen Verfassungsgerichtshof. Seit 1. Oktober 2021 ist sie Präsidentin des Bayerischen Obersten Landesgerichts.

## Leben

### Ausbildung
Andrea Schmidt studierte an der Ludwig-Maximilians-Universität München (LMU) Rechtswissenschaft. 1985 promovierte sie mit einer Doktorarbeit des Titels "Rechtsfiguren der Selbstbedienung im Zivilrecht".

### Juristische Karriere
Am 1. Februar 1987 startete Schmidt als Regierungsrätin im Bayerischen Staatsministerium der Justiz. 1989 wurde sie an das Bundesministerium für Jugend, Familie, Frauen und Gesundheit in Bonn abgeordnet. Im Oktober 1989 ging sie nach München zurück und war Staatsanwältin bei der Staatsanwaltschaft München II. 1990 wurde sie zur Richterin am Landgericht München I ernannt.
Von 1991 bis 1993 engagierte sich Schmidt im Rahmen der Aufbauhilfe. Sie zog nach Dresden, um im Sächsischen Staatsministerium der Justiz das Referat für Rechtsorganisation zu übernehmen.
Im September 2000 wurde Schmidt zur Vorsitzenden Richterin am Landgericht München I ernannt.
Ab 1. Oktober 2009 wechselte sie in das Bayerische Staatsministerium für Justiz und Verbraucherschutz und war dort als Leiterin eines Referats in der Abteilung für Zivilrecht und Öffentliches Recht tätig. Ab Oktober 2011 übernahm sie die Leitung der Abteilung „Ausbildung, Fortbildung und Prüfungsrecht“, im August 2012 wurde sie Leiterin des Landesjustizprüfungsamts.
2018 betrieb Ministerpräsident Markus Söder die Wiedereinrichtung des Bayerischen Obersten Landesgerichts. Da Hans-Joachim Heßler, ehemaliger Präsident des Landgerichts München I, dessen Leitung übernahm, war Schmidt seit dem 24. September 2018 dessen Nachfolgerin als Präsidentin des Landgerichts München I. Sie war dort verantwortlich für rund 500 Mitarbeiter, davon 200 Richter, und zusätzlich 1300 Referendare. Es ist das zweitgrößte Landgericht in Deutschland.
Schmidt initiierte und unterstützte rasch eine Reihe von Neuerungen für ihr Haus:
- Seit März 2020 hat die Digitalisierung in das Landgericht München I Einzug gehalten. Im Dezember hatten schon 100 digitale Verhandlungen stattgefunden und digitale Pilotprojekte wurden geplant.[10][11]
- Seit Oktober 2020 gibt es eine neue, auf das Urheber-Recht spezialisierte, 42. Zivilkammer, die die anderen Kammern des Gewerblichen Rechtsschutzes entlasten soll und den Urhebergerichtsstandort München stärken soll.[12][13]

Am 1. Oktober 2021 folgte sie Hans-Joachim-Heßler, der Präsident des Bayerischen Verfassungsgerichtshofs wurde, als Präsidentin des Bayerischen Obersten Landesgerichts nach.

### Richterin am Bayerischen Verfassungsgerichtshofs
Am 21. Juli 2005 wurde Schmidt vom Bayerischen Landtag mit 121 von 136 Stimmen zum berufsrichterlichen Mitglied des Bayerischen Verfassungsgerichtshofs gewählt. Das Ehrenamt kann nur durch Richter auf Lebenszeit an einem Gericht des Freistaates Bayern wahrgenommen werden (Art. 5 Abs. 3 Satz 2 VfGHG). Durch ihre Versetzung ins Staatsministerium musste Schmidt daher das Amt abgeben.
Am 19. Februar 2020 wurde Schmidt, nun Präsidentin des Landgerichts München I, erneut zur Wahl für den Bayerischen Verfassungsgerichtshof vorgeschlagen. Sie wurde vom Bayerischen Landtag mit 130 von 175 Stimmen zum berufsrichterlichen Mitglied gewählt, da ihr Vorgänger Clemens Lückemann in den Ruhestand verabschiedet wurde.

### Präsidentin des Bayerischen Obersten Landesgerichts
Am 20. April 2021 ernannte das Bayerische Kabinett Schmidt als Nachfolgerin von Hans-Joachim Heßler zur Präsidentin des Bayerischen Obersten Landesgerichts. Sie trat das Amt als erste Frau am 1. Oktober 2021 an. Auch neben der Tätigkeit als Präsidentin des Bayerischen Obersten Landesgerichts übt sie die Tätigkeit als Verfassungsrichterin aus.

### Mitgliedschaften
Schmidt ist Mitglied des erweiterten Vorstandes des Bayerischen Landesverbandes für Gefangenenfürsorge und Bewährungshilfe e. V.

### Privat
Schmidt ist verheiratet und hat zwei erwachsene Töchter.

## Publikationen
- Ludwig-Maximilians-Universität München (Hrsg.): Rechtsfiguren der Selbstbedienung im Zivilrecht (Versuch eines Vergleichs verschiedener Selbstbedienungsformen im gewerblichen Güteraustausch: Warenautomaten, Selbstbedienungsläden, Selbstbedienungstankstellen, Kauf via Bildschirmtext). Dissertation. DNB 860761487.